# یواس‌ای‌تی لیبرتی
یواس‌ای‌تی لیبرتی (به انگلیسی: USAT Liberty) یک زیردریایی بود که طول آن ۴۱۱ فوت ۶ اینچ (۱۲۵٫۴۳ متر) بود. این زیردریایی در سال ۱۹۱۸ ساخته شد.